# Flabellospora crassa
Flabellospora crassa är en svampart som beskrevs av Alas. 1968. Flabellospora crassa ingår i släktet Flabellospora, divisionen sporsäcksvampar och riket svampar.   Inga underarter finns listade i Catalogue of Life.